# Joscelin II av Edessa
Joscelin II av Edessa, född ca. 1113, död ca. 1159, var en monark (greve) av Edessa från 1131 till 1144. 
År 1144 erövrades nästan hela Edessa av Zangi av Mosul, något som utlöste det andra korståget 1147. 
Under försöken att återerövra Edessa blev Joscelin II tillfångatagen av Nur ad-Din i maj 1150 och bländad; han kom att leva i fångenskap till sin död i fängelset i Aleppo 1159, åtta år senare. Hans fru blev regent över resterna av Edessa i hans frånvaro, men tvingades ge upp försöken att försvara staten och sålde det som fanns kvar till den bysantinska kejsaren. 